# Góc phần tư

Bốn góc phần tư trong hệ tọa độ Descartes.

Người ta quy ước đánh số từ 1 đến 4 cho các góc phần tư bằng số La Mã. Góc thứ nhất, ký hiệu là góc I, là góc phần tư bao gồm các điểm có tung độ và hoành độ đều dương I (+,+). Tương tự ngược chiều kim đồng hồ, sau góc phần tư thứ nhất là góc phần tư thứ hai, thứ ba, thứ tư: II (−,+), III (−,−), và IV (+,-).